# Руджеро Ричи
Руджѐро Рѝчи (на италиански: Ruggiero Ricci) е американски цигулар.

## Биография
Роден е в семейство на италиански емигранти. Началните си уроци по цигулка получава от баща си, когато е на седем години. Първия си публичен концерт изнася в Сан Франциско през 1928 г. едва 10-годишен. През 30-те години на 20 век учи в Берлин. Първите си звукозаписи прави през 1934 година именно там. По време на Втората световна война служи в американската армия като музикант.
След войната започва активна звукозаписна и концертна дейност. През кариерата си е осъществил над 500 звукозаписа и е изнесъл повече от 6000 концерта в близо 70 страни, сред които и България. Преподава цигулка в университетите Мичиганския университет, Университета в Индиана, Джулиард скул и Моцартеума в Залцбург, Австрия. Води многобройни майсторски класове в Северна Америка и Европа. Автор е на книгата „Техника на лявата ръка“ (на английски: Left hand technique).
В репертоара на Ричи присъстват произведения на Джузепе Тартини, Йохан Себастиан Бах, Лудвиг ван Бетховен, Франц Шуберт, Йоханес Брамс, Пьотр Чайковски, Ян Сибелиус, Йозеф Сук, Паул Хиндемит и много други, но световна слава и признание му донасят изпълненията на музиката на Николо Паганини. Признат е за един от най-добрите изпълнители на неговите произведения.